# SN 2006en
SN 2006en – supernowa typu Ia odkryta 26 sierpnia 2006 roku w galaktyce M+05-54-41. W momencie odkrycia miała maksymalną jasność 15,80m.